# 주구 (전한)
주구(周丘, ? ~ 기원전 154년)는 전한 전기의 인물로, 하비현(下邳縣) 사람이다. 본래 술장수로, 오나라로 망명해 오왕 유비를 섬겼으나, 품행이 경박하여 괄시받았다.

## 행적
경제 3년(기원전 154년), 오왕이 초나라를 비롯한 여섯 왕국과 함께 반란을 일으켰다(오초칠국의 난). 이때 빈객들에게 장수·교위·후·사마 등 여러 직위가 주어졌는데, 오직 주구에게만 아무것도 주어지지 않았다. 주구는 오왕에게 아뢰었다.
| “ | 신이 무능하여 관직을 얻지 못했습니다. 감히 장수가 되기를 바라는 것은 아닙니다. 왕께서 한나라의 부절 하나만 주신다면, 반드시 보답하겠습니다. | ” |

오왕에게서 부절을 받은 주구는 밤중에 하비로 갔다. 하비에서는 오나라가 반란을 일으켰다는 소식을 듣고 성문을 굳게 닫았는데, 전사(傳舍·여행객이 묵는 숙소)에 도착한 주구는 현령을 부르고는 종자를 시켜 죄명에 따라 베어 죽였다. 그러고는 형제들과 가까이 지내던 힘있는 아전들을 불러들여 말하였다.
| “ | 오나라의 군세가 코앞까지 다가왔고, 도착하면 눈 깜짝할 사이에 하비를 도륙할 것이다. 미리 항복하면 집안을 보전하고, 또 능력이 있으면 후(侯)에 봉해질 것이다. | ” |

전사를 나온 아전들은 주변 사람들에게 이를 알렸고, 과연 하비는 항복하여 주구는 하룻밤 사이에 3만 명을 얻었다. 이를 오왕에게 보고하고 북쪽 성읍을 공략하여, 성양나라에 당도하였을 때에는 10만 명에 이르렀다. 이때 성양중위의 군세를 물리쳤으나, 오왕이 패하여 달아났다는 소식을 듣고는 실패를 예감하고 하비로 돌아가다가 등창이 나 죽었다.

## 출전
- 사마천, 《사기》 권 106 오왕비열전
- 반고, 《한서》 권35 형연오전